# Wegkapelle (Taufkirchen)

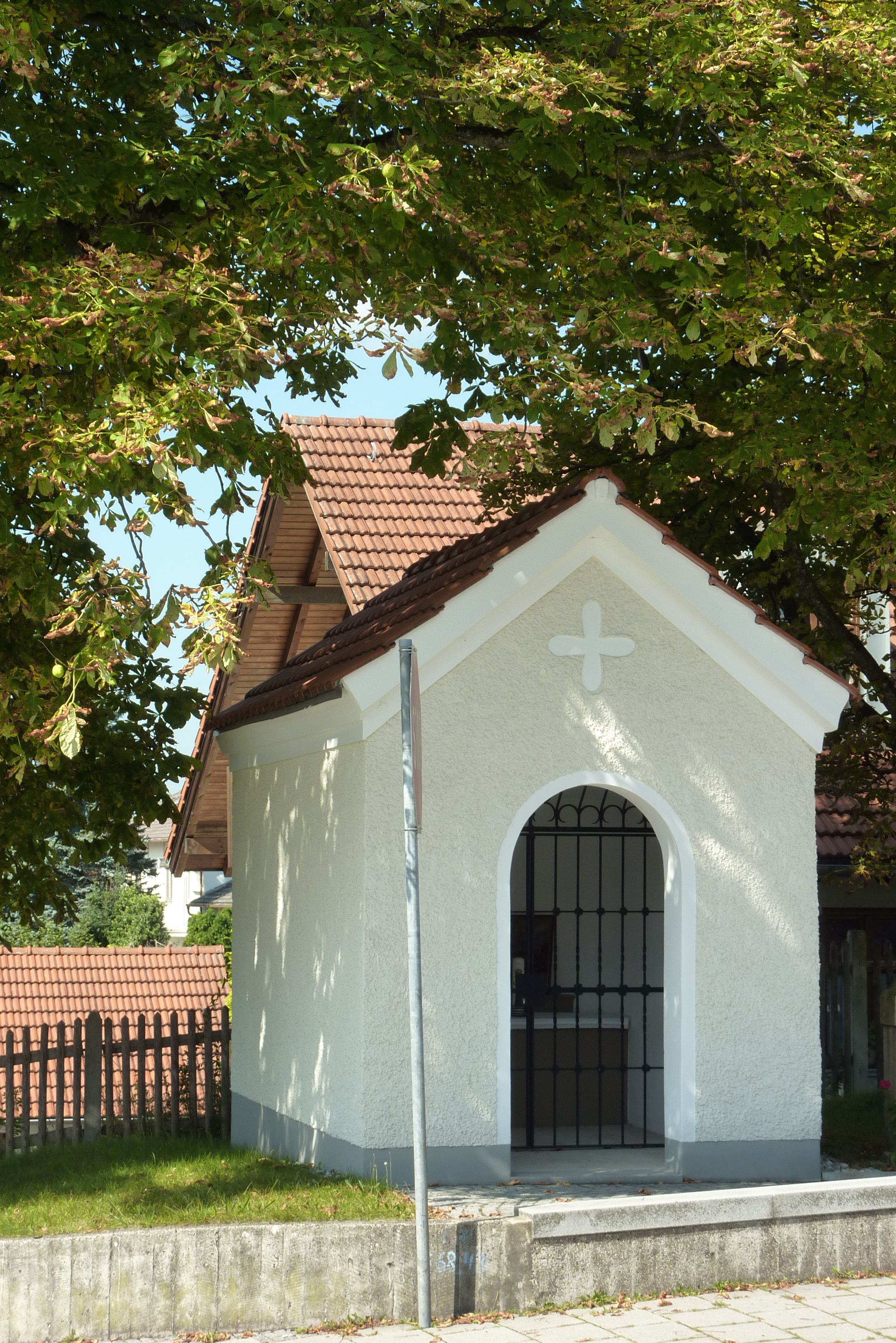
Wegkapelle in Taufkirchen

Die Wegkapelle Taufkirchen ist eine Wegkapelle in der oberbayerischen Gemeinde Taufkirchen im Landkreis München. Sie ist als Baudenkmal in die Bayerische Denkmalliste eingetragen.

## Beschreibung
Die Kapelle steht etwa 400 Meter südöstlich des historischen Ortszentrums von Taufkirchen an der Kreuzung Hohenbrunner Straße / Dorfstraße zwischen zwei Bäumen. Sie ist nach Westen hin ausgerichtet. Der Bau wurde 1923 errichtet. 
Außen hat das Bauwerk einen rechteckigen Grundriss von etwa 4 × 2,50 Metern. Sie ist mit einem Traufgesims abgeschlossen und trägt ein Satteldach. Der rundbogige Eingang ist mit einem schmiedeeisernen Gitter verschlossen. Im Giebelfeld darüber ist durch Putzgliederung ein gleichschenkliges Kreuz dargestellt. Im Inneren ist die Kapelle an der Rückseite halbrund abgeschlossen und hat ein flaches Tonnengewölbe.  